# Буда, Евгений Анатольевич
Евгений Анатольевич Буда (3 ноября 1936, Курск, СССР — 9 июня 2002, там же) — советский футболист, нападающий; тренер.
В футбол начал играть в 1952 году, воспитанник общества «Спартак», играл в команде класса «Б» «Кубань» Краснодар. В 1957—1960 годах играл за «Трудовые резервы» Курск. В 1961 году выступал за «Химик» Сталиногорск, в октябре провёл три игры в классе «А» в составе ленинградского «Зенита». В 1962—1963 годах играл за курские «Трудовые резервы», после чего закончил карьеру из-за серьёзной травмы.
Окончил Смоленский институт физкультуры и Высшую школу тренеров С 1970 года — первый директор ДЮСШ № 3. Зимой 1974 был назначен старшим тренером курского «Авангарда», работал до 1981 и в 1982 годах. Позже работал учителем физкультуры в средней школе № 1 Курска, тренировал команду «Сейм». Удостоен звания заслуженный учитель школы РСФСР.
Скончался 9 июня 2002 года на 66-м году жизни.
В 2010-х годах в Курске проводится турнир ветеранов Курской области по футболу памяти Евгения Буды.
Сын Евгений также футболист.